# Mikroregiony v Ústeckém kraji
Mikroregiony jsou regiony malého geografického měřítka. V Ústeckém kraji byly zakládány od roku 2001 a jejich celkový počet je 39.
| Název                                                                         | Sídlo                 | Okres                                                             | Účel |
| ----------------------------------------------------------------------------- | --------------------- | ----------------------------------------------------------------- | --- |
| České středohoří - Dolní Poohří                                               | Třebenice             | Litoměřice, Ústí nad Labem                                        | podpora regionálního rozvoje |
| Dobrovolný svazek obcí - SEVER                                                | Lipová                | Děčín                                                             | Úkoly v oblasti školství, sociální péče, zdravotnictví a kultury, s výj. výkonu státní správy, čistota obcí, rozvoj regionu - zpracování koncepce a její postupná realizace |
| Integro - Západ Českého středohoří - Poohří                                   | Třebívlice            | Litoměřice, Teplice, Louny                                        | podpora regionálního rozvoje |
| Mikroregion Bouřlivák                                                         | Košťany               | Teplice                                                           | podpora regionálního rozvoje |
| Mikroregion Budyňsko                                                          | Budyně nad Ohří       | Litoměřice                                                        | podpora regionálního rozvoje a ochrana životního prostředí |
| Mikroregion Cínovec                                                           | Dubí                  | Teplice                                                           | koordinace územních plánůKoordinace významných investičních akcíVytváření, projektování a realizace společných projektů Slaďování zájmů a činností místních samospráv Vytváření, zmnožování a samospráva společného majetku Všeobecná ochrana životního prostředí Společný postup při dosahování ekologické stability Zastupování členů sdružení při jednání o společných věcech Vytváření předpokladů pro podnikatelskou a spolkovou činnost Propagace sdružení a jeho zájmového území |
| Mikroregion České středohoří                                                  | Žitenice              | Litoměřice                                                        | podpora regionálního rozvoje |
| Mikroregion Hrobčice                                                          | Hrobčice              | Teplice                                                           | podpora regionálního rozvoje |
| Mikroregion Chožov - Vršovice                                                 | Chožov                | Louny                                                             | realizace investic - vodovod, kanalizace, revitalizace vodních toků, zlepšení dopravní obslužnosti, propagace |
| Mikroregion Labské skály                                                      | Jílové                | Děčín, Ústí nad Labem                                             | podpora regionálního rozvoje |
| Mikroregion Lounské podlesí                                                   | Domoušice             | Louny                                                             | podpora regionálního rozvoje |
| Mikroregion MILADA                                                            | Trmice                | Ústí nad Labem                                                    | rozvoj měst a obcí sdružených v mikroregionu |
| Mikroregion Nechranicko                                                       | Březno                | Chomutov, Louny                                                   | podpora regionálního rozvoje |
| Mikroregion Perucko                                                           | Peruc                 | Louny                                                             | vytváření podmínek pro ekonomický rozvoj mikroregionu, zlepšení podmínek zaměstnanosti a zlepšení sociálních podmínek pro občany. |
| Mikroregion Podkrušnohor                                                      | Droužkovice           | Chomutov                                                          | podpora regionálního rozvoje |
| Mikroregion Polabí                                                            | Libotenice            | Litoměřice                                                        | rozvoj turistiky, společné zájmy ve sféře podnikatelské, časová koordince významných invest. akcí v zájmovém území, propagace, atd. úplné znění: Stanovy čl. 3 |
| Mikroregion Porta Bohemica                                                    | Kamýk                 | Litoměřice                                                        | 1. Společný postup členských obcí při získávání finančních prostředků2. Plánování a realizace významných investičních akcí v rámci území sdružení3. Ochrana životního prostředí na území sdružení4. Sociální, zdravotnická a kulturní spolupráce členských obcí5. Vzájemná finanční pomoc členských obcí6. Plánování a zřizování zařízení, sloužících k uspokojování potřeb občanů všech členských obcí7. Zřizování podnikatelských nebo nepodnikatelských subjektů určených pro uskutečňování cílů sdružení |
| Mikroregion Radonicko                                                         | Radonice              | Chomutov                                                          | podpora regionálního rozvoje |
| Mikroregion St. Sebastian                                                     | Hora Sv. Šebestiána   | Chomutov                                                          | podpora regionálního rozvoje |
| Mikroregion Tolštejn                                                          | Jiřetín pod Jedlovou  | Děčín                                                             | zájmové sdružení na podporu turismu v regionu |
| Mikroregion Údlicko                                                           | Údlice                | Chomutov                                                          | koordinace obecních územních plánů a územní plánování, slaďovánízájmů a činností, koordinace významných inv.akcí, vytváření, zmnožování a samospráva společ.majetku sdružení |
| Mikroregion Velkobřezensko                                                    | Velké Březno          | Ústí nad Labem                                                    | podpora regionálního rozvoje |
| Mikroregion Žatecko                                                           | Staňkovice            | Louny                                                             | ekonomický rozvoj, zlepšení zaměstnanosti, ekologická stabilita, koordinace invest. akcí, zmnožování společného majetku, atd. úplné znění: Stanovy - čl. IV. |
| Region Venkov                                                                 | Hoštka                | Litoměřice                                                        | podpora regionálního rozvoje |
| Sdružení měst a obcí za účelem realizace kanalizace v mikroregionu Litoměřice | Litoměřice            | Litoměřice                                                        | zabezpečení odvádění a čištění odpadních vod |
| Sdružení obcí Benešovska                                                      | Benešov nad Ploučnicí | Děčín                                                             | podpora regionálního rozvoje |
| Sdružení obcí pro nakládání s odpady - SONO                                   | Čížkovice             | Litoměřice                                                        | 1.provozování skládky komunálních odpadů a skládkových dvorů2. nakládání s odpady3. nakládání s nebezpečnými odpady4. využívání skládkového plynu a činnosti s tím související5. podpora a propagace činností v oblasti nakládání s odpadem a ekologické propagace6. oblast územního a regionálního plánování7. zachování a zlepšování životního prostředí8. rozvoj hospodářství v zájmovém území9. krajinotvorba s důrazem na rozvoj infrastruktury pro cestovní a turistický ruch a navazující aktivity |
| Sdružení obcí pro plynofikaci - Labské údolí I.                               | Libochovany           | Litoměřice, Teplice                                               | realizace investice - plynofikace |
| Sdružení obcí regionu Most-Jih                                                | Lišnice               | Most, Chomutov                                                    | podpora hospodářského a sociálního rozvoje daného regionu, řešení vznikajících problémů, realizace společných i individuálních projektů, |
| Sdružení právnických osob pro rozvoj Šluknovska                               | Šluknov               | Děčín                                                             | koordinace společného postupu při realizaci záměrů ve městech a obcích Šluknovského výběžku |
| Severočeské sdružení obcí - SESO                                              | Ústí nad Labem        | Děčín, Chomutov, Litoměřice, Louny, Most, Teplice, Ústí nad Labem | ochrana zájmů členských obcí |
| SOKO - Sdružení obcí krušnohorské oblasti                                     | Vejprty               | Chomutov, Karlovy Vary                                            | koordinace územních plánů, vytváření, projektování a realizace společných projektů, akcí a aktivit, koordinace významných investičních akcí v zájmovém území, společný postup při získávání finančních prostředků z různých fondů, společná podpora podnikání na území mikroregionu, zvýšení atraktivity zájmového území pro investory, zvýšená ochrana životního prostředí v zájmovém území, společný postup při dosahování ekologické stability území, snižování nezaměstnanosti na území mikroregionu, informační a iniciační činnost vůči podnikatelským subjektům a obyvatelům zájmového území.                                                                                |
| Svazek obcí Českokamenicka                                                    | Česká Kamenice        | Děčín, Česká Lípa                                                 | rozvoj cestovního ruchu a území mikroregionu |
| Svazek obcí Euroregion Labe                                                   | Ústí nad Labem        | Děčín, Litoměřice, Ústí nad Labem, Teplice                        | podpora spolupráce a rozvoje v těchto oblastech- regionální plánování- životní prostředí- podpora hospodářství a cestovního ruchu- výstavba infrastruktury- ochrana před živelními pohromami a záchranářství- doprava- kultura, vzdělávání, sport, setkávání- zdravotnictví, sociální péče Podpora snad a jednotlivých záměrů měst a obcí, které odpovídají rozvojovým cílům regionu Podpora všech snah a opatření na komunální úrovni vedoucí k integraci České republiky do Evropské unie Zastupovat regionální zájmy na příslušných úřadech a institucích, ale i podpora snah v rámci uzavírání závazných mezistátních dohod pro regionální a komunální přeshraniční spolupráci. |
| Svazek obcí Podbořansko                                                       | Vroutek               | Louny                                                             | zabezpečení úzké spolupráce mezi obcemi, společné aktivity, koordinace významných investičních akcí, zpracovaní společného rozvoje regionu, společná ochrana životního prostředí, rozvoj turistiky |
| Svazek obcí Podřipsko                                                         | Roudnice nad Labem    | Litoměřice                                                        | podpora regionálního rozvoje |
| Svazek obcí Srpina - okres Most                                               | Most                  | Louny, Most                                                       | podpora regionálního rozvoje |
| Svazek obcí v regionu Krušných hor                                            | Litvínov              | Most                                                              | společný postup při předkládání různých projektů v žádostech o dotace či granty |
| Svazek obcí Vejprtska                                                         | Vejprty               | Chomutov                                                          | zajištění zásobování vodou, odvádění a čištění odpadních vod |